# بشر: داستان همه ما
مجموعه تلویزیونی بشر:داستان همه ما (به انگلیسی: Mankind: The Story of All of Us) یک مستند ساخت کشور آمریکا و شبکه هیستوری است که تاریخ تمدن بشر را بررسی می‌کند. این مستند در سال ۲۰۱۲ میلادی در آمریکا، بریتانیا و آسیا پخش شد. این مستند ۱۰ ساعته در آمریکا با صدا و روایت جاش برولین و در بریتانیا با صدا و روایت استیون فرای نمایش داده شد.

## مقدمه
داستان پیدایش انسان، مهاجرت و پراکنده شدن او در سراسر دنیا و داستان ساخته شدن تمدن‌ها و جنگ از ۱۰۰ هزار سال پیش تا به امروز را بررسی می‌کند. از شکوفایی اولین تمدن‌ها در سواحل مدیترانه تا کشف قاره آمریکا و از زمانی که تعداد انسان‌ها در کره زمین کمتر از ۱۰ هزار نفر بود تا امروز که در هر ساعت بیش از ۱۰ هزار انسان متولد می‌شوند از اولین مهاجرت انسان و خروج از آفریقا تا خروج او از زمین برای کشف دنیاهایی فراسوی این کره خاکی

## قسمت‌ها
این مجموعه تلویزیونی که تاریخ تمدن بشر را از پیدایش بشر تا به امروز بررسی می‌کند در دوازده قسمت ساخته شده که هر قسمت حدود ۵۰ دقیقه است

### قسمت اول: مخترعین
داستان بشر در شرق آفریقا و در "دره بزرگ نشستی آفریقا" آغاز می‌شود (حدود ۲۰۰ هزار سال پیش). شرق آفریقا جایی است که در میان همه موجودات جهان گونه‌ای ظاهر می‌شود که بر روی دوپا حرکت می‌کند. در نتیجه دستانش آزاد هستند و می‌توانند ابزار و اسلحه (سنگ، چوب و..) به دست گیرند. سپس آتش را مهار می‌کند و از آن برای غلبه بر سایر موجودات و پختن غذا بهره می‌برد. با پختن غذا هضم آن سریعتر می‌شود در نتیجه معده انسان کوچکتر شده مواد غذایی بیشتر و بهتری به بدن می‌رسد و مغز این موجود به تدریج بزرگتر می‌شود. در حدود ۷۰ هزار سال پیش تعدای از این انسان‌ها از آفریقا خارج می‌شوند. در حدود ۱۰ هزار سال پیش در خاورمیانه برای نخستین بار کشاورزی اختراع می‌شود. با این اختراع نخستین روستاها پدیدار می‌شوند (و جهان در مسیر تمدن، صنعت، جنگ و… قرار می‌گیرد). با پیدایش روستاها و تمرکز تعداد زیادی از انسان‌ها در یک مکان، رهبران پدیدار می‌شوند و با اهلی شدن حیوانات و همزیستی انسان با حیوانات بیماری به سراغ انسان می‌آید. کشاورزی باعث شد که انسان محصول مازاد داشته باشد. اما همین محصول باعث شد تا دشمن جدیدی به سراغش بیاید. انسان‌های دیگر که یا کشاورزی نمی‌کردند یا محصولشان را از دست داده بودند. روستاها به خاطر محصول و غذا با هم می‌جنگیدند. و با پیدایش جنگ، اسلحه‌های جدید پدیدار شد. با پیدایش کشاورزی و اجتماعاتی از مردم، نیاز بود تا آنهایی که کنار هم هستند اندیشه‌های یکسان، نیازهایی مشترک و مدیریت‌هایی واحد داشته باشند و اولین مذاهب ساخته می‌شوند. سه هزار سال پیش از میلاد مسیح در کنار رود نیل یکی از اولین تمدن‌های بزرگ جهان شکل گرفت. به تدریج در سراسر خاورمیانه شهرها پدیدار می‌شوند. با پیدایش شهرها شغل‌ها و مردمانی جدید پدیدار می‌شوند. تجارها، کسبه‌ها و فروشنده‌ها. با پیدایش تمدن‌ها اولین امپراطوری‌ها و جنگ‌های بزرگ پدیدار می‌شوند و نخستین جنگ بزرگ که در تاریخ ثبت شده حمله فرعون مصر توتمس سوم Thutmus III با ۱۲ هزار نیرو در سال ۱۴۵۷ قبل از میلاد به تل مگیدو در اسرائیل و جنگ با پادشاه کادش است. نبرد مگیدو (به انگلیسی:Battle of Megiddo)

### قسمت دوم: مردان آهنین
پس از مدت‌ها وابستگی به برنز، در آلشیا (قبرس امروزی) گروهی از صنعتگران برای نخستین بار توانستند در کوره‌هایشان به کمک ذغال سنگ آهن استخراج کنند و به این ترتیب جهان غرب وارد عصر آهن شد. اما در همین زمان و در شرق و در کشور چین مدت‌ها بود که آهن استفاده می‌شد. دویست سال پیش از میلاد مسیح و در زمان حکومت اولین امپراتور چین "چین شی هوان "، چینی‌ها با قالب‌سازی توانسته بودند به صورت انبوه سلاح‌های آهنی تولید کنند. اولین امپراتور چین برای رسیدن به زندگی جاویدان به تجویز پزشکانش جیوه مصرف می‌کند و در سن ۴۹ سالگی می‌میرد. همراه او تعدادی از زنانش نیز کشته و دفن شدند همراه با لشکری انبوهی از سربازان سفالین Terracotta Army. در همین زمان و در غرب فنیقی‌ها که ماهرترین کشتی‌سازان جهان بودن با شصت کشتی اولین سفر اکتشافی را از کارتاژ (تونس) آغاز می‌کنند. در "گابن" آنها با انسان‌هایی وحشی روبرو می‌شوند با بدن‌هایی پر از مو. ۲۵۰۰ سال پیش از "داروین" فنیقی‌ها میمون‌های بزرگ را انسان تصور می‌کنند! فنیقی‌ها اولین حروف الفبای جهان را اختراع کردن و سیستم نوشتن را در سراسر دنیای آنروز گسترده کردند. با اختراع الفبا نخستین کتاب‌ها نوشته شدند و به تدریج عقاید و مذهب‌های محلی جایشان را به دین‌های بزرگ دادند. در بابل گروهی از یهودی‌های در تبعید داستان قوم، عقایدشان و جهان را نوشتند و کتابی تهیه کردند که بیشترین تأثیر را تا به امروز داشته‌است. یکی از مهمترین کتاب‌ها در تاریخ بشر: تورات (عهد عتیق انجیل)

### قسمت سوم: امپراطوری‌ها
در سال ۳۰ میلادی مردی در شهر اورشلیم به صلیب کشیده می‌شود. عیسی ناصری. مرگ او باعث تولد یک مذهب بزرگ می‌شود. اما شاید مسیحیت هرگز گسترش نمی‌یافت اگر یک چیز نبود. امپراطوری روم. در آن زمان روم شهری بود با جمعیت یک میلیون نفر و پایتخت قوی‌ترین امپراطوری جهان. ۱۸ سال پس از مرگ مسیح تعدادی خشکسالی باعث کمبود غذا در روم می‌شود. امپراتور کلادیوس تصمیم می‌گیرد تا بزرگترین سیستم آب رسانی را برای شهر روم بسازد تا آب را از کوه‌ها به شهر برسانند. آنها در میان کوه‌ها تونل حفر کردند و بر روی دره‌ها پل ساختند تا از فاصله ۷۰ کیلومتری به شهر آب برسانند. نیرویی که آب را حرکت می‌داد جاذبه بود. اما ماده‌ای جدید که در ساخت آبروها و پل‌ها استفاده می‌شد بتن بود. روم تبدیل به بزرگترین و پیشرفته‌ترین شهر جهان می‌شود. در سال ۶۱ میلادی مرزهای این امپراطوری تا انگلستان می‌رسد. حالا نوبت فتح انگلستان است. در سال ۱۶۶ میلادی تعدادی از بازرگانان رومی در سفری که دو سال طول می‌کشد به چین می‌رسند. آنها به دنبال ابریشم چین آمده بودند و نمی‌دانستند ابریشم چگونه به دست می‌آید. تجارت ابریشم از چین به اروپا، شرق و غرب جهان آنروز را به هم متصل کرده بود. در سال ۳۳۷ میلادی امپراتور روم «کنستانتین» آیین مسیحیت را می‌پذیرد و به این ترتیب قوی‌ترین مرد جهان و امپراطوری روم پشتیبان مسیحیان می‌شود. یک پایتخت مسیحی جدید در شرق امپراطوری روم برپا می‌شود. «کنستانتینوپل» قسطنتنیه (استانبول امروزی) و در قلب شهر کلیسای ساخته می‌شود بزرگتر از معابد روم «ایاصوفیه»

### قسمت چهارم: جنگجویان
تقابل فرهنگ‌ها، تمدن‌ها و مذاهب
در سال ۴۷۵ میلادی امپراطوری روم در آستانه فروپاشی است. جنگجویان آلمانی به رهبری «گایزریک» Gaiseric به شهر روم رسیده‌اند. سرانجام امپراطوری رم پس از ۵ قرن سرنگون می‌شود و پس از سرنگونی روم اروپا وارد «دوران تاریک» Dark Age می‌شود. در قرن هفتم و هشتم میلادی دو نیروی قدرتمند ظاهر می‌شوند. در شمال «وایکینگ‌ها» و در جنوب اعراب که به واسطه معادن طلای بیابان عربستان و ظهور پیامبری جدید صاحب پول و مذهبی جدید بودند. در مدت ۲۲ سال اعراب با هم متحد می‌شوند و لشکری بزرگ به پشتوانه طلا، پول و ایمان مذهبی شکل می‌گیرد. امپراطوری جدیدی به نام اسلام شکل می‌گیرد از خاورمیانه تا شمال آفریقا و اسپانیا، سرزمین‌هایی که زمانی متعلق به امپراطوری روم بود. در اسپانیا اختراعات و اقدامات «عباس بن فرناس» مهندس، مخترع و منجم همراه با سایر دانشمندان پیشرفت‌های چشمگیری را در ریاضیات، علوم پایه و مهندسی باعث می‌شود. در سال ۹۲۱ میلادی گروهی از مسلمانان به رهبری «ابن فضلان» Ahmad ibn Fadlan به سمت رودخانه ولگا حرکت می‌کنند تا با سرزمین‌های ناشناخته آشنا شده و سفیر اسلام باشند در نزدیکی مسکو آنها با وایکینگ‌ها ملاقات می‌کنند و هدایای بین آنها رد و بدل می‌شود. «ابن فضلان» زمانی به آنجا می‌رسد که رهبر وایکینگ‌ها مرده‌است و او اولین و معتبرترین گزارش را از مراسم تدفین عجیب و وحشتناک وایکینگ‌ها یادداشت می‌کند. نوشته‌هایی که تا به امروز باقی مانده‌است. آنها به شیوه‌ای عجیب مرده خود را به خدایشان تقدیم می‌کنند! وایکینگ‌ها تمام اروپا را به تصرف خود درمی‌آورند. (فرانسه، انگلستان، ایرلند، شمال اسپانیا و …) و به تدریج آیین مسیحیت را می‌پذیرند و باعث می‌شوند تا اروپا از «دوران تاریک» خارج شود. یکی از مهمترین عوامل قدرت آنها کشتی‌های بزرگ و سریع آنها بود. آنها خود را به «گرینلند» می‌رسانند و حتی تعدادی از آنها از آنجا و ۵۰۰ سال قبل از «کریستف کلمب» Christopher Columbus به شمال قاره آمریکا وارد می‌شوند. تا سال ۱۰۰۰ میلادی تقریباً وایکینگ‌ها با مردم اروپا آمیخته شده بودند و در میان آنها زندگی می‌کردند. سرانجام آنها در خط مقدم یکی از بزرگترین جنگ‌ها بین دو تمدن قرار می‌گیرند. جنگ‌های صلیبی
در سال‌های ۹۰۰ تا ۱۲۰۰ میلادی گروهی از مردم به رهبری «هاتو ماتو» با گذر از اقیانوس آرام در جزایر ایستر Easter Island ساکن می‌شوند. (آنها تا به امروز ساکن جزیره هستند) و تندیس‌های بزرگی می‌سازند رو به دریا Moai figuresکه از میراث‌های با ارزش باستان‌شناسی محسوب می‌شوند.
درحالیکه مردم جزیره ایستر Easter Islands برای اجدادشان تندیس می‌ساختند در آنسوی کره زمین جنگجویان صلیبی به مردمی که عقایدی متفاوت داشتند حمله می‌کردند. در خاورمیانه اورشلیم (بیت‌المقدس) در محاصره جنگجویان صلیبی بود. در پایان قرن یازدهم میلادی و ششصد سال پس از سقوط امپراطوری روم. دو مذهب بزرگ در مقابل یکدیگر قرار می‌گیرند. شمال و غرب در اختیار مسیحیان است و جنوب و شرق در اختیار مسلمانان. رهبر مسیحیان از تمامی مردم می‌خواهد تا بر علیه مسلمانان قیام کنند و اعلام می‌کند هر کس که در این جنگ مقدس کشته شود مستقیماً به بهشت رفته و رستگار خواهد شد.

### قسمت پنجم: طاعون
سال ۱۲۱۵ میلادی مغول‌ها به رهبری چنگیزخان با ۵۰ هزار سوارکار به شمال چین هجوم می‌برند. بزرگترین نیروی سواره نظام جهان به پایتخت چین Zhongdu (پکن امروزی) حمله می‌کند. کلید موفقیت آنها اسبان‌شان بود. آنها بر پشت اسبانشان غذا می‌خوردند، می‌جنگیدند و می‌خوابیدند. هیچ ارتشی تا جنگ دوم جهانی به سرعت آنها پیشروی نکرد. آنها سریع‌تر از خبر رسیدنشان حمله می‌کردند. آب و هوا یکی از تأثیر گذارترین عوامل در تاریخ اجتماعی و سیاسی بشر است. همین تغییرات باعث شد تا مغول‌ها جهان را عوض کنند. در زمان آنها تغییراتی در دمای خورشید باعث گرم‌تر شدن زمین برای ۳ قرن شد. این گرما باعث شد در قسمت‌هایی از زمین خشکسالی شود و دشت‌های مغولستان به بیابان تبدیل شوند. و خشکسالی باعث به حرکت درآمدن مغولان شد و آنها نیز جهان ما را عوض کردند. تاریخ کهن بسیار تحت تأثیر تغییرات جوی بوده‌است بسیاری از رویدادهای تکاملی و تاریخی ریشه در تغییرات جوی دارند. مغول‌ها بسیار بی‌رحمانه حمله می‌کردند و اگر شهری در برابر آنها ایستادگی می‌کرد مردم و کودکان شهر را می‌کشتند چنگیز خان خود به زنان بسیاری تجاوز کرد چانچه امروز از هر ۲۰۰ انسان یک نفر ژن‌های او را دارد. در پایتخت چین ۶۰ هزار زن خودکش کردند تا به دست مغول‌ها نیفتند. چنگیز خان مسئول مرگ چهل میلیون انسان است. سرزمین‌هایی که او در ۲۵ سال اشغال کرد بیشتر از سرزمین‌هایی است که امپراطوری روم در ۴۰۰ سال تصرف کرد. یک قرن پس از مرگ او امپراطوریش همچنان ادامه داشت. اما مصیبتی تازه و وحشتناک در حال شیوع بود که نیمی از مردم اروپا را کشت. طاعون
در سال ۱۳۳۷ میلادی ۲ نفر از طاعون می‌میرند. دو سال بعد ۱۰۰ نفر. اما این تازه شروع مرگ و میر بود. از آنجا که تمام دنیای آنروز از راه تجارت به هم متصل بود کنترل بیماری تقریباً غیرممکن بود. عامل انتقال آن کک بود. کک میزبانی داشت که بر روی او زندگی می‌کرد. موش سیاه. این موش که بومی آسیا بود در زمان رومی‌ها به اروپا وارد شده بود. مردم به روحانیون پناه بردند تا آنها خشم خداوند را فرونشانند اما این بار کاری از کسی ساخته نبود. در بعضی از روستاها تقریبا همه مردم مرده بودند. تا سال ۱۳۴۹ طاعون سراسر اروپا را گرفته بود. انسان تاکنون هرگز چنین ضعیف و ناتوان نشده بود. همه به دنبال مقصر می‌کشتند. وقتی ترس و وحشت به سراغ ملت‌ها می‌آید اقلیت‌ها بهترین مقصر هستند. در یکی از شهرهای آلمان هزار یهودی را زنده در آتش سوزاندند اما این کار نیز چیزی را عوض نکرد. در مدت ۱۵ سال، طاعون ۱۵ میلیون انسان را در اروپا و آسیا کشت. در همین زمان در آنسوی اقیانوس امپراطوری اینکاها در حال برپا شدن بود. آمریکا خانه ۹۰ میلیون انسان بود که جدا از سایر مردم جهان زندگی می‌کردند. در این جهان نه اسبی بود، نه چرخ اختراع شده بود و نه آهن کشف شده بود. آنها محصولاتی داشتند که مردم سایر نقاط جهان هرگز ندیده بودند، سیب‌زمینی، گوجه، ذرت

### قسمت ششم: نجات یافتگان
سال ۱۳۵۲ میلادی بیابان صحرا در شمال آفریقا، بزرگترین بیابان زمین. «ابن بطوطه» (یکی از بزرگترین سیاحان تاریخ) که تاکنون ۴۰ کشور دنیا را سیاحت کرده برای نخستین بار به بیابان صحرا آمده‌است. طاعون یک پنجم جمعیت جهان را کشته‌است در سوریه «ابن بطوطه» در یک روز ۲۴۰۰ مرگ را ثبت کرده‌است. اما بیابان مانعی برای گسترش بیماری است. چیزی که امروزه به راحتی و بسیار ارزان در اختیار ما است روزگاری نایاب بوده و با طلا معاوضه می‌شد. قبل از اختراع یخچال، نمک تنها وسیله برای نگهداری غذا بود. نمک آب را جذب می‌کند و مانع از رشد باکتری‌ها می‌شود. «ابن بتوته» به دنبال نمک و طلا است. در آن زمان آفریقا مرکز طلا بود و همین طلا بود که باعث رشد اروپا شد.
شهر ونیز با ابریشم چین، ادویه هند و بویژه طلای آفریقا شهری متمدن و تجاری شده بود. حالا با طلای آفریقا «ونیز» به‌تدریج به جایگاهی برای رشد بانکداری تبدیل می‌شود. بانکداری مدرن در ایتالیا متولد می‌شود. دوران رنسانس است، دوره تجدد ادبی و فرهنگی اروپا پس از ویرانی طاعون وقت تولدی دوباره است. هنر، تجارت، علوم پایه و مهندسی به سرعت رشد می‌کنند و همه اینها به واسطه رشد بانکداری و اقتصاد است. ۸ هزار کیلومتر دورتر در چین امپراطوری مغول‌ها درحال فروپاشی است. ۱۵۰سال پس از حمله چنگیزخان به چین «ژو-یان-ژانگ» با ارتشی از کشاورزان به «نانجینگ» حمله می‌کند. قدرت آنها اسلحه جدید آنها است. تفنگ. سلاحی که جهان را تغییر خواهد داد. آنها در مدت ۱۲ سال مغول‌ها را بیرون می‌کنند و امپراطوری جدیدی برپا می‌کنند که ۳۰۰ سال طول می‌کشد. در قرن پانزدهم میلادی کتاب فقط در اختیار ثروتمندان یا کشیشان بود. سه سال طول می‌کشید تا یک نسخه از کتاب مقدس نوشته شود. سال ۱۴۵۰ و در آلمان صنعتی که۷۰۰ سال پیش در چین متولد شده بود به سرانجام می‌رسد. صنعتی که همانند اختراع تفنگ جهان را تغییر خواهد داد. یوهانس گوتنبرگ Johannes Gutenberg اولین دستگاه چاپ را می‌سازد. با اختراع او عصر اطلاعات آغاز می‌شود. یوهانس گوتنبرگ اولین کتاب جهان را در ۱۸۰ نسخه چاپ می‌کند. (از آن زمان تاکنون حداقل ۶ میلیارد دیگر چاپ شده‌است). به مدت ۷۰۰ سال جنوب اسپانیا در اختیار مسلمانان بود تا سرانجام در سال ۱۴۹۲ میلادی پس از سالها جنگ تمام اسپانیا آزاد می‌شود.

### قسمت هفتم: دنیای جدید
زمانی که اروپا از طاعون خلاصی یافته بود در آنسوی اقیانوس امپراطوری بزرگی بر فرار کوه‌ها مکزیک برپا شد. امپراطوری آزتک با پایتختی بزرگتر از لندن Tenochtitlan (تنوچ‌تیتلان) و در مرکز شهر معبدی به ارتفاع ۳۰ متر که برای خدایی تشنه خون انسان ساخته شده بود. آزتک‌ها معتقد بودند که خدا به خون انسان نیاز دارد. برای همین با حمله به سرزمین‌های دیگر اسیر می‌گرفتند. آنها جنگجویان قبایل دیگر را در میدان شهر وادار به جنگ با جنگجویان آزتک می‌کردند. هرکس می‌توانست جنگجویی را بکشد پوست او را می‌کند و گوشت او را با خانواده اش می‌خورد و جایگاه اجتماعی بالایی می‌یافت. روحانیون آزتک سالانه هزار مرد و زن و کودک را در معبد قربانی می‌کردند و در یکی از مهمترین جشن‌هایشان یکجا ۲۰ هزار نفر را قربانی کردند. یکی از بزرگترین مراسم قربانی انسان در تاریخ بشر. روش قربانی کردن درآوردن قلب قربانی از سینه‌اش بود درحالیکه هنوز قربانی زنده بود. در مقابل این قربانی‌ها خداوند رشد محصولات آنها را تضمین می‌کرد. درحالیکه امپراطوری آزتک به اوج قدرت خود رسیده بود. یازده هزار کیلومتر دورتر در آنسوی اقیانوس اطلس رویدادهایی در حال وقوع بود که جهان آزتک‌ها را برای همیشه تغییر می‌داد. در سال ۱۴۵۳ میلادی تعادل قدرت میان شرق مسلمان و غرب مسیحی در حال تغییر یود، "کنستانتینوپل" (قسطنتنیه) شهری مسیحی بود اما در محاصره ۷۰ هزار نیروی ترک مسلمان به رهبری سلطان محمد دوم Ottoman Sultan Mehmed II با ۶۰۹ توپ و ۷۰ کشتی جنگی. اگر شهر به دست مسلمانان میفتاد خطوط ارتباطی و تجاری اروپا از بین می‌رفت. به مدت ۵۳ روز دیوارهای شهر زیر بمباران توپ‌های مسلمانان بود. سرانجام نیرویهای عثمانی وارد شهر می‌شوند و "کنستانینوپل" سقوط می‌کند. از این پس نامش استانبول می‌شود و پایتخت امپراطوری عثمانی. بزرگترین کلیسای جهان در آنزمان تبدیل به بزرگترین مسجد جهان "ایا صوفیاً می‌شود. با قطع شاهراه تجاری غرب به سوی شرق. اروپا باید برای رسیدن به هند و چین مسیر دیگری را جایگزین می‌کرد. چند سال پس از فروپاشی امپراطوری روم شرقی و سقوط "کنستانتینوپل" کاشفی پرتقالی به نام بارتولومِئو دیاس Bartolomeu Dias برای یافتن مسیری جدید به سوی هند تصمیم به دور زدن آفریقا می‌گیرد. او در اقیانوس گم می‌شود اما سرانجام به یکی از جنوبی‌ترین نقاط قاره آفریقا می‌رسد و نام آن را Cape of Good Hope (دماغه امید نیک) می‌گذارد. به این ترتیب با دور زدن آفریقا مسیری دریایی به سوی شرق باز می‌شود. مسیری مستقیم به سوی هند. تا پنجاه سال بعد این مسیر شلوغ‌ترین مسیر کشتیرانی جهان می‌شود. سالانه ۴۴ هزار تن کالا از این مسیر عبور می‌کند. چند سال بعد کاشفی دیگر تصمیم می‌گیرد تا مسیری جدید پیدا کند و با حرکت از اروپا به سوی غرب و دور زدن جهان به هند و چین برسد و در سال ۱۴۹۲ به قاره آمریکا می‌رسد. نام او کریستف کلمب Christopher Columbus بود و او به تصور اینکه به هند India رسیده نام بومیان آنجا را Indian گذاشت. به این ترتیب مردم جهان که ۱۰ هزار سال بود از هم جدا شده بودند دوباره به هم رسیدند.
اروپایی‌ها در جستجوی زمین و طلا به سوی سرزمین جدید رهسپار شدند. بیست و هشت سال پس از ورود «کریستف کلمب» طمع طلا باعث شد تا «هرنان کورتس» Hernan Cortes سرزمین و امپراطوری آزتک‌ها را با ۲۵ میلیون جمعیت نابود کند. اما چیزی که آزتک‌ها را نابود کرد قدرت نظامی اسپانیایی‌ها نبود. ویروس‌های آنها بود. بومیان آمریکا دربرابر بیماری‌های اروپایی‌ها کاملاً بی‌دفاع بودند. شش ماه پس از ورود اسپانیایی‌ها نیمی از مردم پایتخت آزتک‌ها از آبله مردند. امپراطوری آزتک با ۲۵ میلیون جمعیت توسط پانصد نفر نابود شد.

### قسمت هشتم: گنج
تنها در مدت چند دهه پس از کشف قاره آمریکا، اسپانیایی‌ها و پرتقالی‌ها قسمت‌های وسیعی از قاره آمریکای جنوبی را متصرف شده بودند. در بالای کوه‌های آندیس ANDES در جنوب قاره آمریکا. یک کشف بزرگ، دوران جدیدی را برای بشر آغاز می‌کند. کشف بزرگترین معادن نقره و روشی نوین برای جدا کردن نقره از سنگ آن. به تدریج سکه‌های نقره در سراسر جهان به عنوان پول مشترک پذیرفته شد. در سال ۱۶۳۶ میلادی در آمستردام هلند. روش‌های جدید تجارت شکل می‌گیرد. چیزی مانند بورس. تجار هلندی برای نخستین بار شروع به پیش خرید و پیش فروش می‌کنند. دلال‌های بزرگ پدیدار می‌شوند و البته خیلی زود ورشکسته‌های بزرگ. یکی از این ورشکسته‌ها Jan van Goyen"ون گوین" نقاش هلندی بود. ثروت باعث تغییر شهرها و مردم اروپا شد. گروهی از تندروهای مذهبی تصمیم گرفتند اروپای در حال فساد مالی و اخلاقی را ترک کنند و به سرزمین جدیدی بروند. آنها نخستین کسانی بودند که وارد شمال آمریکا شدند. (امروزه ۱۰ درصد مردم آمریکا نوادگان این گروه پنجاه نفری هستند). در همین زمان پرتقالی‌ها در مرکز آفریقا دوران برده‌داری مدرن را آغاز کردند. آنها با حمله به قبایل سیاه پوستان مردان و زنان آنها را اسیر کرده و به عنوان برده به قاره جدید برای کار در مزارع نیشکر و… می‌فرستادند. تقاضا برای شکر در سراسر دنیا به میزان زیادی بالا رفته بود. و برای پاسخ به این تقاضا نیروی کار لازم بود. به این ترتیب در گذر سه قرن اروپایی‌ها در مجموع ۱۵ میلیون انسان را از آفریقا به بردگی گرفتند که عمده آنها از کشورهای مرکز آفریقا بودند. امروزه یک پنجم مردم آمریکا از نوادگان همان بردگان هستند. در آنسوی اقیانوس و در هند تجارت رونق زیادی گرفته‌است و البته هر کالایی که ئارد و خارج می‌شد مالیاتی داشت که مستقیماً به یک نفر پرداخت می‌شد. "شاه جهان" ثروتمندترین و قدرتمندترین مرد هند. او با ثروت فراوانش یکی از معروفترین و ماندگارترین بناهای هند و جهان را برای یادبود همسرش می‌سازد "تاج محل" Taj Mahal

### قسمت نهم: پیشگامان
دوران روشنفکری the Age of Reason
سال ۱۶۷۶ میلادی در New England دو نسل پس از ورود اولین مهاجران ۱۵۰ هزار نفر در شمال آمریکا زندگی می‌کنند. در قرن ۱۷ میلادی ۱۵ میلیون بومی در سراسر قاره آمریکا زندگی می‌کردند. در سال ۱۶۹۲ در ماساچوست آمریکا Massachusetts محاکمه مارتا کوری ۶۵ ساله پایان یک دوره بود. مردمان آمریکا بسیار مذهبی بودند و به رویدادهای ماورا طبیعی ایمان داشتند در شرایط سخت و در کنار بومیان با ترس و وحشت زندگی می‌کردند و از روی ترس و وحشت بسیار دست به کارهای عجیب می‌زدند. محاکمه و اعدام جادوگران به جرم اینکه آنها مسئول مرگ، قحطی و بیماری دیگران هستند. ۸۰ درصد این اعدامیان زنان بودند. ۳۰۰ سال بود که در غرب شکار و اعدام جادوگران رواج داشت و ۴۵ هزار نفر تا آنزمان اعدام شده بودند. اما دوران حکومت قدرت‌های شیطانی و ماورایی رو به پایان بود. در ۱۹ آوریل ۱۷۷۰ یکی از موفق‌ترین و بزرگترین کاشفان جهان جیمز کوک James Cook به سرزمینی می‌رسد متفاوت با سایر قاره‌ها. سرزمینی که موجوداتش در جاهای دیگر زمین نبودند. نام این سرزمین… استرالیا است. ۸۵ درصد از پستانداران این سرزمین در جای دیگری از جهان نبودند. بومیان این جزیره ۵۰ هزار سال پیش به اینجا رسیده بودند و حالا ۲۵۰ زبان مختلف داشتند. کاپیتان جیمز کوک جزایر زیادی را در اقیانوس آرام اکتشاف کرد و به نقشه جهان اضافه کرد. «جیمیز کوک» در سه سفر بزرگ دریایی استرالیا، نیوزیلند، جزایر اقیانوس آرام و غرب قاره آمریکا را به نقشه جهان اضافه کرد. بیشتر از هر کاشف دیگری. در همین زمان و در آنسوی دنیا بنجامین فراکلین Benjamin Franklin مخترع، سیاستمدار و سخنور آمریکایی انقلابی علمی را در ایالات متحده شروع کرد. او برای نخستین بار با آزمایشی ساده نشان داد که رعد و برق نیروی الکتریسیته است و نه خشم خداوند آمریکایی که هنوز در استعمار انگلستان بود اما در سال ۱۷۷۵ میلادی پس از قتل‌عام و شورش «بوستون» گروهی از آزادی‌طلبان در برابر قوی‌ترین نیروی نظامی جهان ایستادند و جنگ‌های استقلال آمریکا آغاز می‌شود.

### قسمت دهم: انقلاب‌ها
مدتی پس از استقلال آمریکا جهان آماده انقلاب دیگر بود… انقلاب صنعتی
در سال ۱۷۶۸ در شمال انگلستان "ریچارد ارک رایت"Richard Arkwright دستگاه ریسندگی را اختراع می‌کند که تولیدانبوه پارچه‌های نخی را ممکن می‌ساخت آرک رایت، پیشگام نظام کارخانه‌ای جدید است و موفقیت بزرگ وی پایه‌گذار انقلاب صنعتی می‌شود. در مدت دو دهه کارخانه‌های بسیاری که نیروی مورد نیاز برای به حرکت درآوردن دستگاه‌ها را از جریان آب می‌گرفتند در کنار رودخانه‌های ساخته می‌شوند (تا سال ۱۸۵۰ انگلستان ۴ هزار کارخانه داشت) با آمدن نیروی بخار اروپا و ایالات متحده به سرعت صنعتی می‌شود و …

### قسمت یازدهم: سرعت
با پایان جنگ‌های داخلی آمریکا سرعت پیشرفت بشر بالاتر رفت. تولید انبوه، اختراعات روزافزون و خوش‌بینی به آینده هرچه بیشتر شد. اما این پیشرفت‌ها قسمت تاریک و پنهانی هم داشتند، چپاول آفریقا.

### قسمت دوازدهم: قلمروهای جدید
حالا بشر توانایی مهندسی دوباره خود را دارد، می‌تواند شکل زمین را به دلخواه تغییر دهد. ۱۰۰ هزار سال پیش تعداد انسانها محدود به شکارچیانی دوره‌گرد در آفریقا بود اما امروز تعداد نوادگان آنها از ۷ میلیارد بیشتر شده‌است.